# Свечинское сельское поселение (Самоулки)
Свечинское сельское поселение — муниципальное образование в составе Свечинского района Кировской области России, существовавшее в 2006 — 2010 годах.
Центр — деревня Самоулки.

## История
Свечинское сельское поселение образовано 1 января 2006 года согласно Закону Кировской области от 07.12.2004 № 284-ЗО.
Законом Кировской области от 27 июля 2007 года № 151-ЗО в состав поселения включены населённые пункты Рыбаковского сельского поселения.
Законом Кировской области от 23 декабря 2010 года № 595-ЗО поселение упразднено, населённые пункты включены в Свечинское городское поселение. Тогда же было образовано Свечинское сельское поселение с центром в селе Юма с другим составом населённых пунктов.

## Состав
В состав поселения входили 21 населённый пункт:
| - деревня Самоулки - железнодорожная будка 815 км - железнодорожная казарма 839 км - деревня Адовщина - деревня Глушки - деревня Глушковы - деревня Горюшки - деревня Еременки | - село Ивановское - деревня Малиновка - деревня Малые Патраченки - деревня Марьины - деревня Мокрецы - деревня Немовщина - деревня Никитенки | - деревня Огрызки - хутор Привольное - деревня Рогожники - деревня Рыбаковщина - деревня Черпаки - деревня Шумихины - деревня Юдинцы |